# 梅尔旺 (旺代省)
梅尔旺（法語：Mervent，法語發音：[mɛʁvɑ̃]）是法国卢瓦尔河地区大区旺代省的一个市镇，位于该省东南部，属于丰特奈勒孔特区。

## 地理
梅尔旺（46°31'21"N, 0°45'23"W）面积22.23 平方千米，位于法国卢瓦尔河地区大区旺代省，该省份为法国西部沿海省份，北起大西洋卢瓦尔省和曼恩-卢瓦尔省，西临大西洋，南至滨海夏朗德省，东部及东南部与德塞夫勒省接壤。
与梅尔旺接壤的市镇（或旧市镇、城区）包括：布尔诺、富赛-派雷、洛尔布里、皮索特、皮德塞尔、圣米歇尔勒克卢克、武旺。

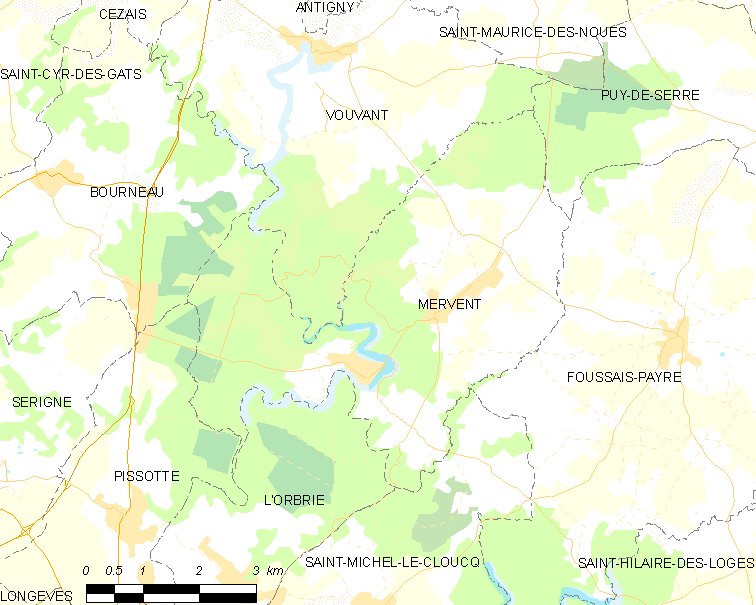
的OSM定位图

梅尔旺的时区为UTC+01:00、UTC+02:00（夏令时）。

## 行政
梅尔旺的邮政编码为85200，INSEE市镇编码为85143。

## 政治
梅尔旺所属的省级选区为丰特奈勒孔特县。

## 人口

1962-2008年间人口变化图示

梅尔旺于2022年1月1日时的人口数量为1073人。